# Phyllocarpus septentrionalis
Phyllocarpus septentrionalis là một loài thực vật có hoa trong họ Đậu. Loài này được Donn.Sm. miêu tả khoa học đầu tiên.

## Hình ảnh

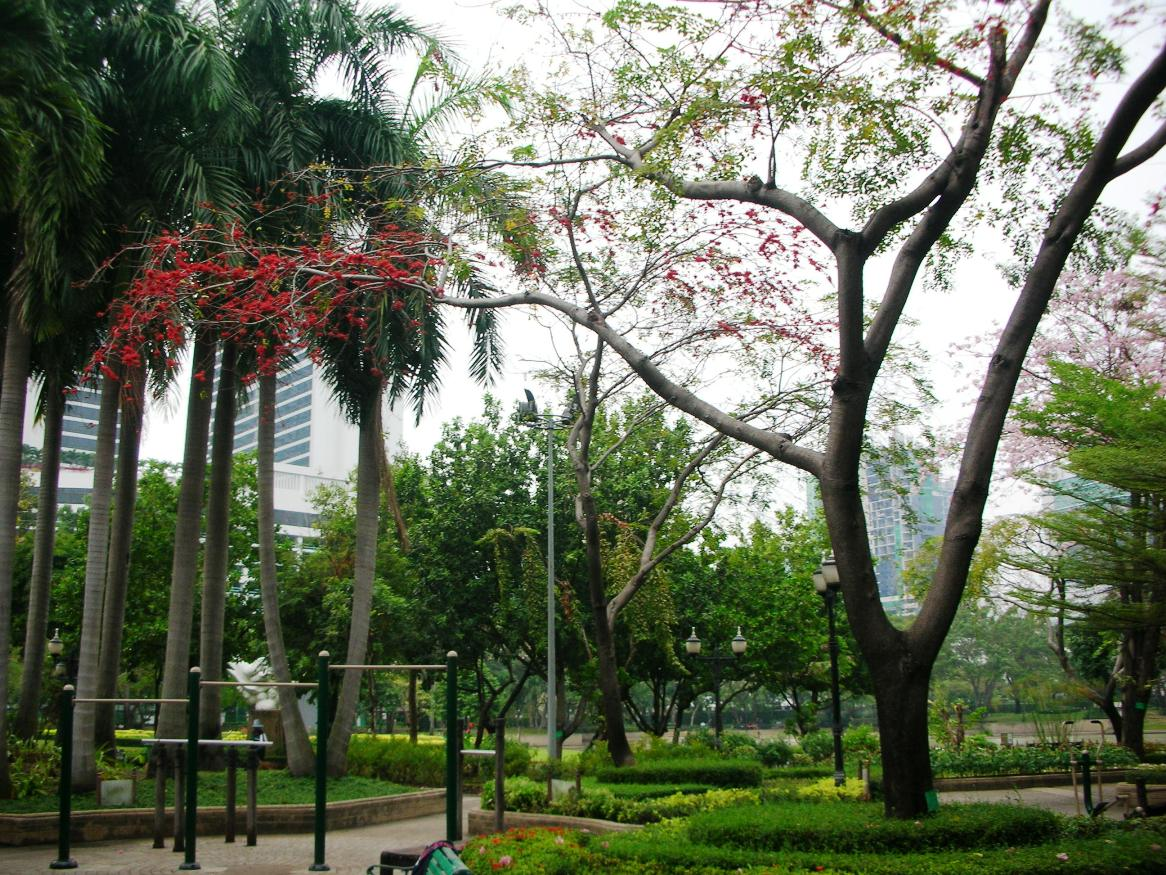
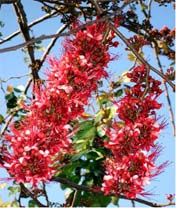